# بید سوخته
بید سوخته، روستایی است از توابع بخش مرزداران شهرستان سرخس در استان خراسان رضوی.
این روستا در دهستان گل بی بی قرار دارد و بر اساس سرشماری سال ۱۳۸۵ جمعیت آن (۱۵ خانوار) ۵۹ نفر 
است.

## منبع
1. ↑  «نتایج سرشماری ایران در سال ۱۳۸۵». درگاه ملی آمار. بایگانی‌شده از روی نسخه اصلی در ۲۱ آبان ۱۳۹۲.